# Obojene slitine zlata
Obojene slitine zlata za razliku od čistog zlata koje je crvenkasto žuto mogu biti raznih drugih boja.

Obojene slitine zlata možemo podijeliti u 3 osnovne grupe:
- Siltine sa srebrom i bakrom daju bijelo,žuto,zelenkasto i crveno zlato
- Međumetalni spojevi daju plavo i purpurno zlato,vrlo krhke slitine,no mogu se koristiti kao umetci
- Oplemenjene površine odnosno oksidni slojevi

Čisto tkz fino 100% (99.9%) zlato je 24 karatne čistoće,dok su sve obojene slitine zbog dodataka drugih metala manje čistoće,uobičajene slitine su 18K (75%), 14K (58.5%), 10K (41.6%), i 9K (37.5%).

## Slitine

### Bijelo zlato
Bijelo zlato je slitina zlata i najmanje jednog bijelog metala,obično je to nikl,cink,mangan,paladij,srebro ili platina.Kao i kod žutog zlata finoća mu se označava u karatima ili u tisućinkama.

### Roza, crveno, i ružičasto zlato
Roza zlato je slitina zlata i bakrate je široko korišteno za posebne vrste nakita. Posebno je popularno bilo u Rusiji u 19. stoljeću.

### Zeleno zlato
Zeleno je zlato bilo poznato Lidijcima već oko 860 prije Krista,te su ga zvali elektrum,radilo se o prirodno nastaloj slitini zlata i srebra. U stvarnosti boja je ove slitine više zelenkasto žuta nego zelena.
Za dobivanje zelenkaste boje zlatu se može dodati kadmij no zbog njegove otrovnosti se isto više ne prakticira. Slitina od 75% zlata, 23% bakra, i 2% kadmija daje svijetlo zeleno 18 karatno zlato.Slitina od 75% zlata, 15% srebra, 6% bakra, i 4% kadmija daje tamno zelenu boju.

### Sivo zlato
Sive su slitine zlata obično izrađene od zlata i paladija.Za jeftinije alternative nije korišten paladij, već srebro,bakar i mangan u posebnom omjeru.

## Intermetalni spojevi

### Purpurno zlato
Purpurno zlato zovu i ametistnim zlatom,te ljubičastim zlatom,a radi se o slitini 79 % zlata i 21 % aluminija.

### Plavo zlato
Plavo je zlato slitina 46% zlata i galija ili indija.

## Postupci oplemenjivanja površine

### Crno zlato
Crno je zlato vrsta zlata koja se koristi u izradi nakita. Može se prizvesti na više načina:
- elektrolitskim prevlačenjem crnim rodijem ili crnim rutenijem,uz napomenu da je na ruteniju bazirana prevlaka nešto otpornija na trošenje.[9]
- Patiniranjem,odnosno kemijskim bojenjem metala, uz nanošenje spojeva koji sadrže sumpor i kisik[
- Plazmom potpomognuto taloženje kemijskih para,uz pomoć amorfnog ugljika.
- Kontrolirana oksidacija slitina zlata koje sadrže krom ili kobalt ( 75% zlata, 25% kobalta[3]).

Skala boja od smeđe do crne može se dobiti na bakrom bogatim zlatnim slitinama,uz uporabu kalijeva sulfida.

## Plavo zlato
Oksidni se slojevi mogu koristiti za dobivanje plavog zlata,koristeći slitinu od 75% zlata, 24.4% željeza, i 0.6% nikla,uz zagrijavanje objekta na 450–600 °C.